# Peseta sahraouie
Pour les articles homonymes, voir peseta et EHP.

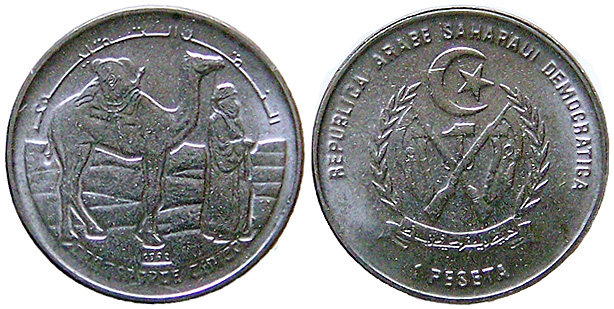
1 Peseta sahraouie

La peseta sahraouie est depuis 1976 la devise officielle de la République arabe sahraouie démocratique bien que non-utilisée.

## Présentation
Son taux de change officiel était à parité avec la peseta espagnole. Depuis le remplacement de celle-ci par l'euro, le cours officiel est de 1 € pour 166,386 pesetas sahraouies. La monnaie étant inutilisée[C'est-à-dire ?], ce taux de change est théorique.
Les pièces en circulation[Quoi ?] sont de 1, 2, 5 et 50 pesetas ; ces pièces sont en cupronickel. La peseta est divisée en 100 céntimos, mais aucune pièce en céntimos n'a jamais été frappée. Il n'y a jamais eu non plus de billet de banque en pesetas sahraouies.
Le Sahara occidental étant en majorité sous contrôle du Maroc, la principale monnaie en circulation est le dirham marocain. 

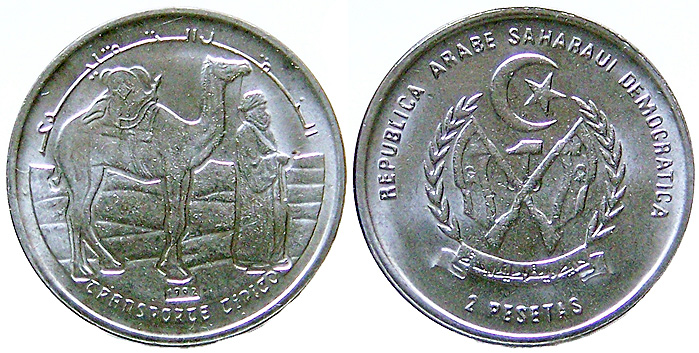
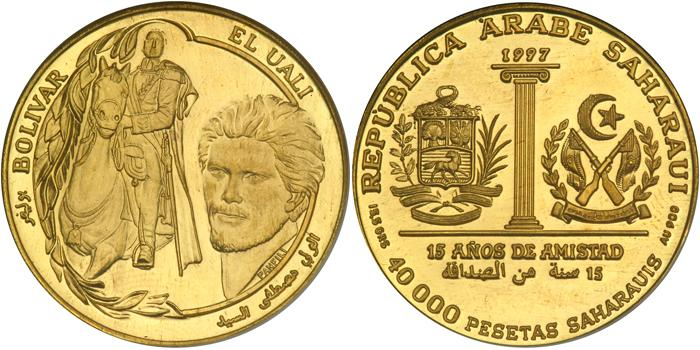
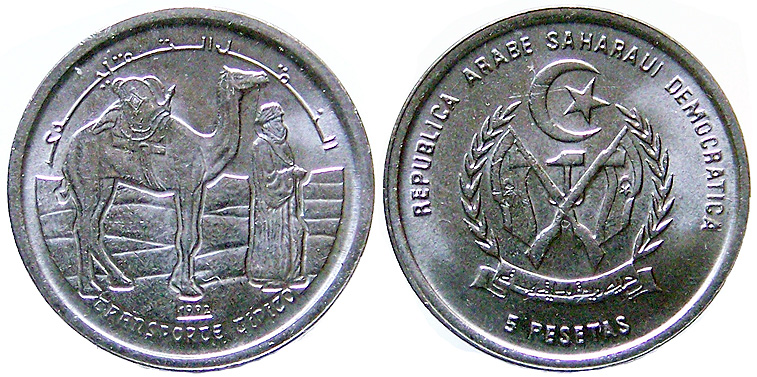